# Flat (ruta)

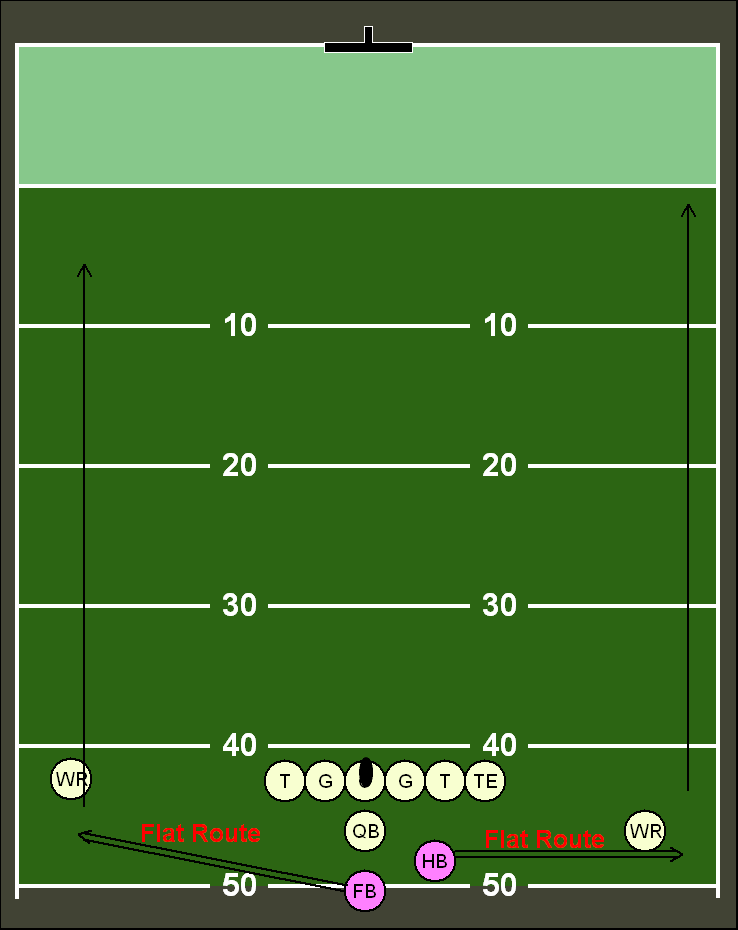
Esquema de una ruta flat

Una ruta flat es un patrón hecho en el fútbol americano usado en jugadas por pase. Es realizada normalmente por un running back o un fullback. El receptor elegible corre en paralelo a la línea de scrimmage casi hasta llegar a la línea de banda y volteará para ver al quarterback y esperar el pase. El pase debe llegar cuando el running back o el fullback aún no pasan la línea de scrimmage. Al recibir el pase giraran de nuevo hacia la línea de banda para correr hacia campo abierto.
Esta ruta es usada con trayectorias largas de poste, de bandera o rutas rectas, de esta forma los safeties y los cornerbacks deben estar jugando en el campo profundo cuando el pase sea atrapado por el RB o el FB. Es normal que un linebacker se quede en asignaciones de cobertura en el campo corto, de esa forma es un enfrentamiento sencillo si el corredor es muy elusivo como suele ser un running back.